# Jacques Autreau
Jacques Autreau, né en 1657 à Paris où il est mort le 18 octobre 1745, est un peintre, dramaturge et poète français.

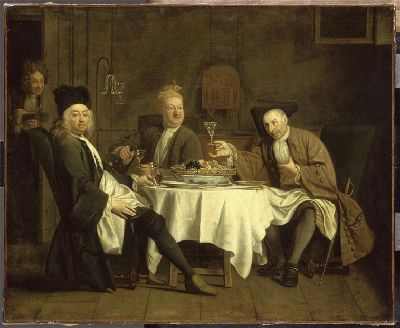
Les Buveurs de vin de Jacques Autreau (Musée du Louvre).

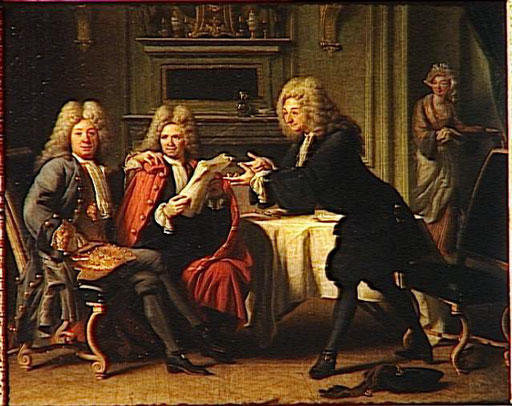
Bodin, Dufresny et Crébillon à la Maison d’Auteuil de Jacques Autreau (Versailles).

## Biographie
Le plus connu des tableaux d’Autreau, « peintre par besoin et poète par gout », selon l’expression de Lepeintre-Desroches, représentait Diogène, la lanterne à la main, cherchant un homme, et le trouvant dans le cardinal de Fleury : il ne parait pas que ce ministre lui ait fait aucun bien pour l’avoir si bien et si servilement loué. Il fit un autre tableau qui digne d’être conservé, représentant Lamotte, Saurin et Fontenelle conversant ensemble. Il avait près de soixante ans lorsqu’il s’adonna, en 1718, au théâtre, où il débuta par une pièce intitulée le Naufrage au Port-à-l'Anglois, la première qui fut jouée en français par les comédiens italiens. Ce fut lui qui, peu de temps après, ramena sur la scène française le style de comédie dont elle commençait à s’éloigner depuis la mort de Regnard et de Dancourt. Son nom fit époque sur les deux théâtres, et il est, en tout, l’auteur d’une quinzaine de pièces de théâtre représentées à la Comédie-Française et au Théâtre-Italien, et rassemblées en 1749 en 4 volumes in-12, avec une préface de Pesselier. Il est également connu pour avoir vendu à Jean-Philippe Rameau les droits sur le livret de Platée que celui-ci fit remanier avant de le mettre en musique.
Sous un air simple et modeste, Autreau cachait un esprit fin, délicat et facile ; la gaité et le comique qui règnent dans ses pièces sont d’autant plus surprenants que son caractère était rembruni par un fonds de tristesse et de mélancolie qu’il devait à sa mauvaise fortune et aux injustices des grands. Ayant connu peu de succès dans sa carrière, Autreau était devenu une sorte d’Alceste dans l’adversité, faisant peu de cas de ce que tout le monde estime, et se haïssant lui-même, ce qui est bien rare chez un misanthrope. il était, cependant, passionné pour les femmes et réussissait assez bien à peindre les ridicules, et il aurait eu sans doute de grands succès dans le haut comique, si son humeur et sa misère ne l’eussent empêché d’aller dans le grand monde. Les intrigues de ses pièces sont en général trop simples, et l’on en prévoit tout de suite le dénouement ; son dialogue est naturel, et son style aisé quoiqu’un peu négligé. Il est à croire qu’il se fut placé parmi les auteurs du premier ordre, s’il eut commencé moins tard à cultiver la dramaturgie.
Il joignit au talent de la peinture celui de la composition, avait un style coulant et naturel, et quoiqu’il n’ait commencé à travailler pour le théâtre qu’à près de soixante ans, il a donné plusieurs pièces. Beaucoup d’autres, qui lui étaient bien inférieurs en ce temps-là, vivaient dans l’aisance, mais il ne sut pas être courtisan, et encore moins intrigant. Malgré tant de talents pour les lettres et les beaux-arts, il mourut dans la pauvreté, dans ce même hôpital des Incurables, où il avait vu le jour.

## Théâtre
- Le Naufrage au Port-à-l'Anglois, Théâtre-Italien ;
- L’Amante romanesque, ou la Capricieuse, Théâtre-Italien ;
- Les Amants ignorans, Théâtre-Italien ;
- Panurge à marier, Théâtre-Italien ;
- La Fille inquiète, ou Le Besoin d’aimer, Théâtre-Italien ;
- Démocrite prétendu fou, Théâtre-Italien ;
- Le Chevalier Bayard, 1731, Théâtre-Français ;
- La Magie de l’Amour, 1734 Théâtre-Français ;
- L’Opéra de Rhodope (non représenté) ;
- L’Opéra de Platée, musique de Rameau ;
- Les Faux Amis, Théâtre-Italien ;
- Panurge marié dans les espaces imaginaires, Théâtre-Italien ;
- Les Fêtes de Corinthe, Théâtre-Italien ;
- Le Galant Corsaire, Théâtre-Italien ;
- Mercure & Dryope, Théâtre-Italien.